# Crociera Vianello
Crociera Vianello è un film televisivo italiano del 2008 diretto da Maurizio Simonetti, l'ultimo interpretato dalla coppia Sandra Mondaini-Raimondo Vianello.

## Trama
Estate 2008. I coniugi Vianello, in occasione del loro 46º anniversario di matrimonio, si imbarcano sulla nave MSC Orchestra per intraprendere una crociera identica a quella fatta dodici anni prima, nell'estate del 1996.
Lì, Raimondo conosce Angela, una donna che aveva partecipato anche alla crociera del 1996. Angela ora è insieme ad un vivace ragazzino di 11 anni, suo figlio Pietro. Durante la prima crociera, Angela aveva avuto delle relazioni con ben tre uomini; nove mesi dopo nacque Pietro, e la donna lo ha cresciuto da sola, senza sapere chi fosse il padre. Ora, però, Pietro sente la mancanza di una figura paterna, e per questo Angela desidera scoprire chi è il padre, per informarlo e farlo conoscere al figlio. Per raggiungere il suo obiettivo, Angela chiede aiuto a Raimondo. Quest'ultimo accetta di aiutarla, ma l'indagine si rivela tutt'altro che facile.
Intanto, Sandra nota questi continui spostamenti di Raimondo ad ogni tappa del viaggio, e dunque lo segue insieme alla massaggiatrice Nicoletta. Emerge in questo frangente il fatto che Raimondo cerca di rendere possibili dei test del DNA per stabilire la paternità. Per via della sua gelosia, Sandra arriva a credere che proprio Raimondo sia il padre di Pietro, anche perché i test, alla fine, non portano al responso sperato.
Alla fine, Angela riesce con grande fatica a ricordare che le sue relazioni, con tutta probabilità non erano state tre, ma quattro. Il quarto uomo in questione si rivela così quello giusto: madre e padre finiscono per sposarsi in una bella cerimonia, tra i continui battibecchi tra Sandra e Raimondo.

## Produzione
Crociera Vianello è uno spin-off della sit-com Casa Vianello, con la quale ha in comune la coppia di protagonisti nonché la casa di produzione, Grundy Italia e RTI. Il film è stato realizzato con la collaborazione della Film Commission Torino Piemonte.
Le riprese sono state effettuate a bordo della nave da crociera MSC Orchestra a Genova e a Torino. Le musiche sono state realizzate dal maestro Claudio Mattone.

## Messa in onda
Il film va in onda in prima visione il 14 dicembre 2008 in prima serata su Canale 5 e ottiene, secondo i dati Auditel, 4.459.000 telespettatori e il 19,94% di share.
Due anni dopo, viene riproposto su Rete 4 nel pomeriggio del 15 aprile come omaggio a Raimondo Vianello –scomparso quella mattina– e in seconda serata il 21 settembre per ricordare Sandra Mondaini, venuta a mancare quel giorno a cinque mesi di distanza dal marito; seguono poi svariate repliche sia sulla stessa rete che su Mediaset Extra.